# Trachyderes distinctus
Trachyderes distinctus är en skalbaggsart som beskrevs av Bosq 1951. Trachyderes distinctus ingår i släktet Trachyderes och familjen långhorningar.
Artens utbredningsområde är Paraguay. Inga underarter finns listade i Catalogue of Life.